# James Taranik
James Vladimir Taranik (* 23. April 1940 in Los Angeles, Kalifornien; † 21. Juni 2011 in Reno, Nevada) war ein US-amerikanischer Geologe und Physiker, der als Geophysiker und Technologieexperte während der frühen Space-Shuttle-Missionen für die NASA arbeitete und später als Präsident des Desert Research Institute (DRI) hochentwickelte Satellitenbilder für neue Forschungsbereiche des Instituts wie Umweltforschung und geologische Erkundung nutzte.

## Leben
James Vladimir Taranik, Sohn von Vladimir Taranik und Jeanette Taranik, absolvierte nach dem Schulbesuch ein Studium der Geologie an der Stanford University, das er 1964 mit einem Bachelor of Science (B. S. Geology) abschloss. Während des Vietnamkrieges diente er im Ingenieurkommando der US Army Vietnam (USARV) und erhielt für seine militärischen Verdienste 1970 die Bronze Star Medal. Er begann später ein postgraduales Studium der Geologie an der Colorado School of Mines (CSM), an der er 1974 einen Doctor of Philosophy (Ph.D. Geology) beendete. 1975 begann er seine berufliche Laufbahn bei dem zum US-Innenministerium gehörenden Geologischen Dienst (US Geological Survey), für den er bis 1979 als Leitender Wissenschaftler beim Zentrum für Beobachtung und Wissenschaft von Erdressourcen EROS (Center for Earth Resources Observation and Science) tätig war. Während dieser Zeit wurde er 1978 Fellow der Geological Society of America (GSA).
1979 wechselte Taranik zur Nationalen Aeronautik- und Raumfahrtbehörde NASA (National Aeronautics and Space Administration) und arbeitete dort bis 1982 als Programmwissenschaftler an den frühen Space-Shuttle-Missionen mit. 1982 wurde ihm die NASA Exceptional Scientific Achievement Medal verliehen. Im Anschluss nahm er 1982 eine Professur für Geophysik an der University of Nevada, Reno und lehrte dort bis 1987. Zugleich war er zwischen 1982 und 1987 Dekan der zur University of Nevada in Reno gehörenden Mackay School of Mines, aus der die heutige Mackay School of Earth Sciences and Engineering hervorging. In dieser Zeit wurde er 1985 sowohl Fellow von The Explorers Club sowie der American Association for the Advancement of Science (AAAS) und war ferner von 1986 bis 2010 Vorstandsmitglied des Goldbergbauunternehmens Newmont Mining, zu dem unter anderem die Bergwerke Super-Pit-Goldmine, Yanacocha, Boddington Gold Mine, Jundee Gold Mine und Batu Hijau Mine gehörten. 1987 wurde er Präsident des Desert Research Institute (DRI) und forcierte in dieser Position bis 1998 die Nutzung hochentwickelter Satellitenbilder für neue Forschungsbereiche des Instituts wie Umweltforschung und geologische Erkundung. 1994 wurde er Mitglied der International Academy of Astronautics (IAA) und war zudem zwischen 1997 und 2002 Mitglied des Vorstands von EarthSat, das als eines der ersten Unternehmen Erdbeobachtungssatellit kommerziell nutzte.
Im Anschluss war James Taranik von 2000 bis 2004 Direktor des ebenfalls zur University of Nevada in Reno gehörenden Zentrums für Geothermale Energie (Great Basin Center for Geothermal Energy) und gehörte ferner zwischen 2002 und 2011 dem Vorstand von Klamath Basin Geopower. Er war zudem von 2004 bis 2009 Direktor der Mackay School of Earth Sciences and Engineering und lehrte im Anschluss von 2009 bis zu seinem Tode 2011 als Professor für Geologische Wissenschaften und Ingenieurwesen an der University of Nevada at Reno. Er engagierte sich zudem als Mitglied der American Association of Petroleum Geologists, American Astronautical Society, American Geological Institute Foundation, American Geophysical Union, American Institute of Aeronautics and Astronautics (AIAA), Mountain States Legal Foundation sowie der Society of Exploration Geophysicists (SEG).
Aus seiner Ehe mit Colleen Taranik gingen ein Sohn und eine Tochter hervor.

## Weblink
- James Taranik in der Notable Names Database (englisch)

| Personendaten    | Personendaten                                |
| ---------------- | -------------------------------------------- |
| NAME             | Taranik, James                               |
| ALTERNATIVNAMEN  | Taranik, James Vladimir (vollständiger Name) |
| KURZBESCHREIBUNG | US-amerikanischer Geologe und Physiker       |
| GEBURTSDATUM     | 23. April 1940                               |
| GEBURTSORT       | Los Angeles, Kalifornien                     |
| STERBEDATUM      | 21. Juni 2011                                |
| STERBEORT        | Reno, Nevada                                 |